# Paradorydium aculeatum
Paradorydium aculeatum är en insektsart som beskrevs av Knight 1973. Paradorydium aculeatum ingår i släktet Paradorydium och familjen dvärgstritar. Inga underarter finns listade i Catalogue of Life.